# Pedrui

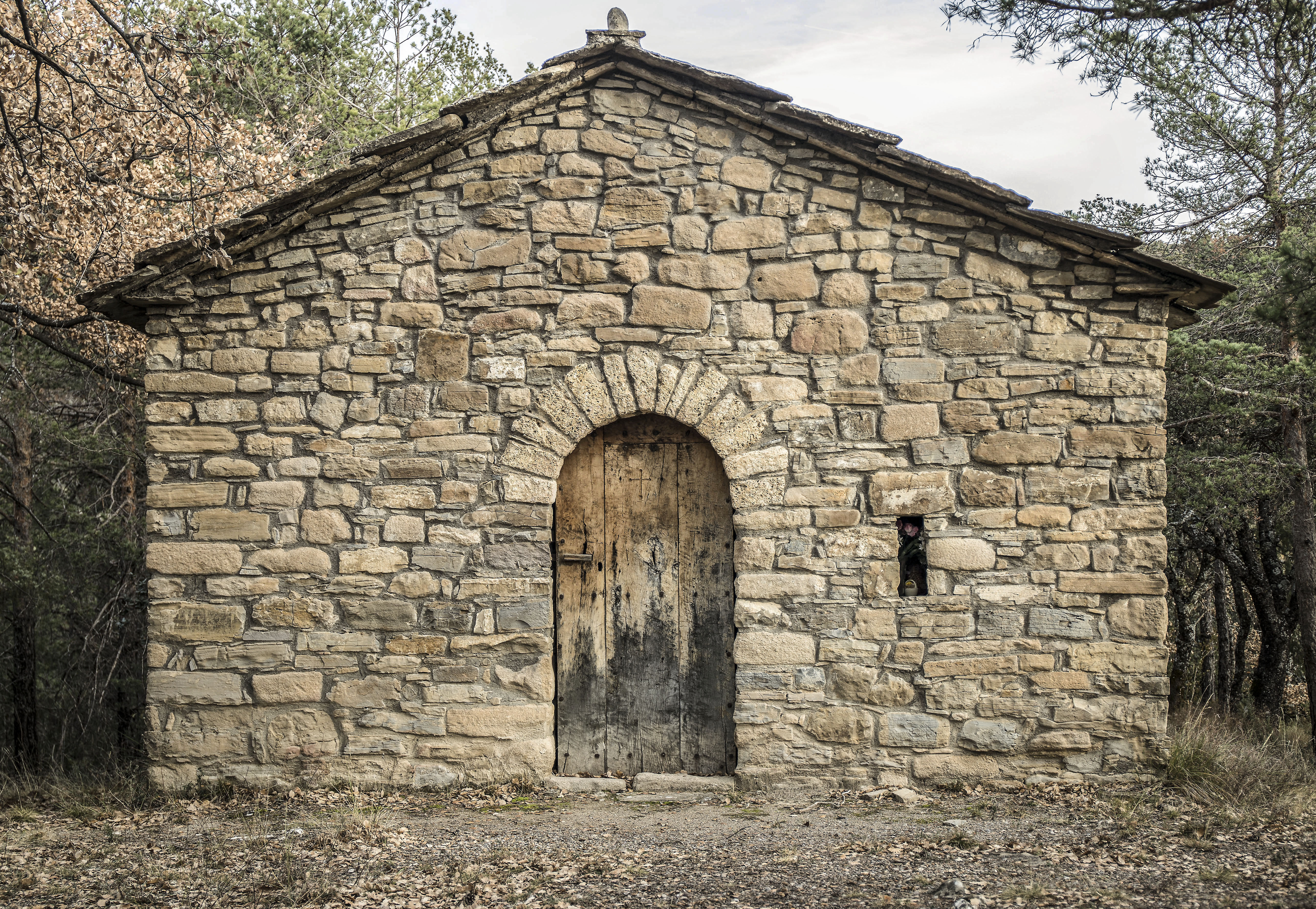
Ermita de Pedrui

Pedrui (o Petroi) va ser un castre amb Roda, actualment desaparegut, de la comarca històrica de la Ribagorça.
Muhàmmad al-Tawil a la tardor de 908 quan ja era amo de Lleida, a la Ràtzia de 908, destruí i es va apoderar de Roda i Pedrui.
Situat entre la Pobla de Roda i Sant Esteve del Mall del municipi d'Isàvena, a la Baixa Ribagorça de l'Aragó, només queda actualment l'ermita de Pedrui o el santuari de la Mare de Déu de Pedrui, església del castre consagrada el 5 de novembre de 972, pel bisbe Odesind de Ribagorça.
Els habitants de Pedrui, Rin de la Carrasca, Carrasquer i El Camp van fundar la Pobla de Roda l'any 1276, però havien de mantindre els cultius (com la vinya i els cereals) de les antigues explotacions. Aleshores Pedrui va quedar deshabitat, però Rin i Carrasquer van mantindre les cases habitades.

## Castre i territori Petroi
Formava part d'aquest territori Serradui (Satarroy o Sedarué). A les actes de principi de la baixa edat mitjana, segle xi, apareix l'ermita de la Feixa, consagrada per Borrell de Roda (bisbe Borrell 1017-27) l'any 1018; i els Cingles occidentals de la serra de Sis. Al nord les fonts de Sant Cristòfol, pel sud la vall Maliense, a l'est el Coll de Vent, i a l'oest el riu Isàvena.

## Detalls de l'ermita

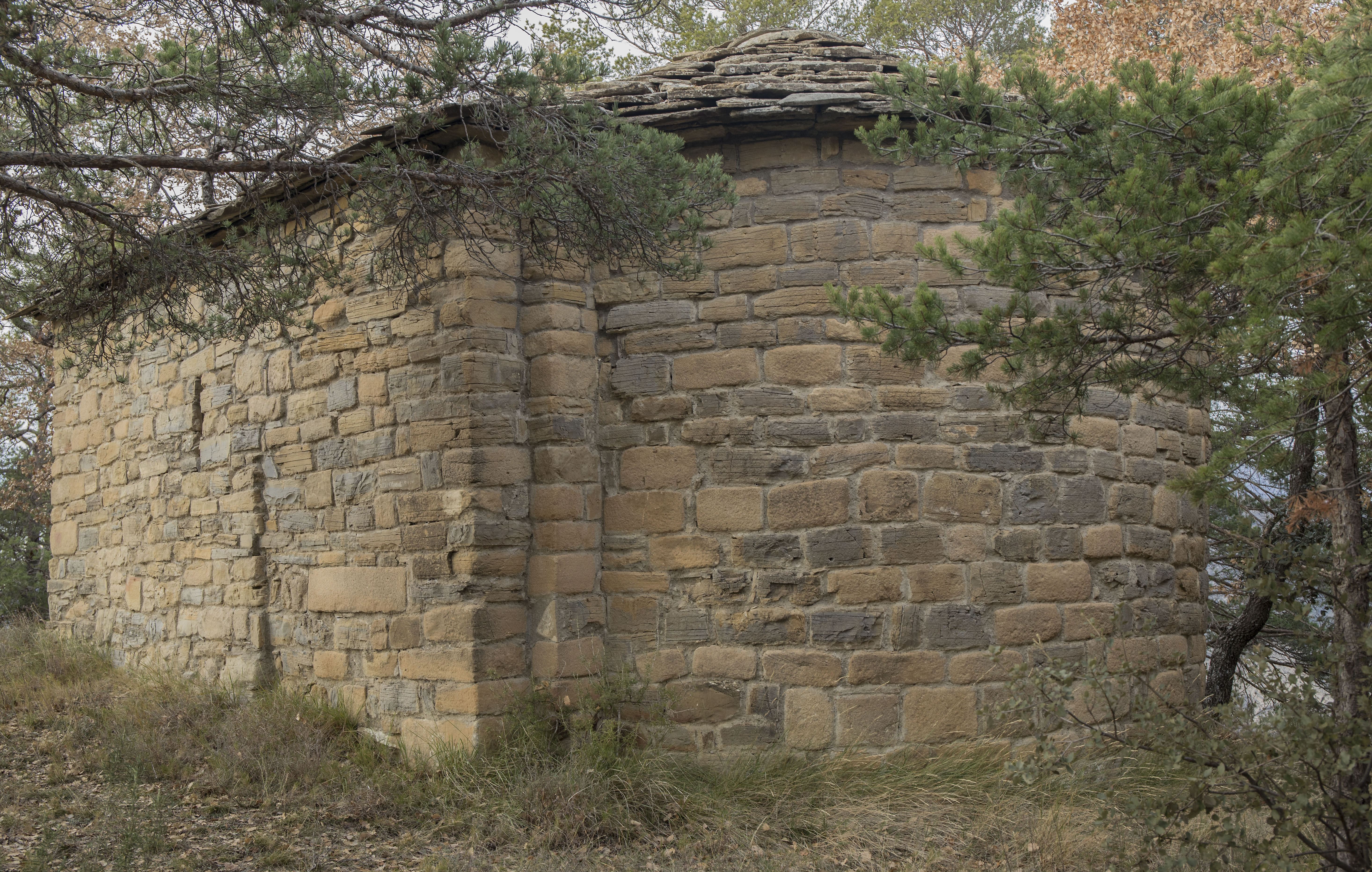
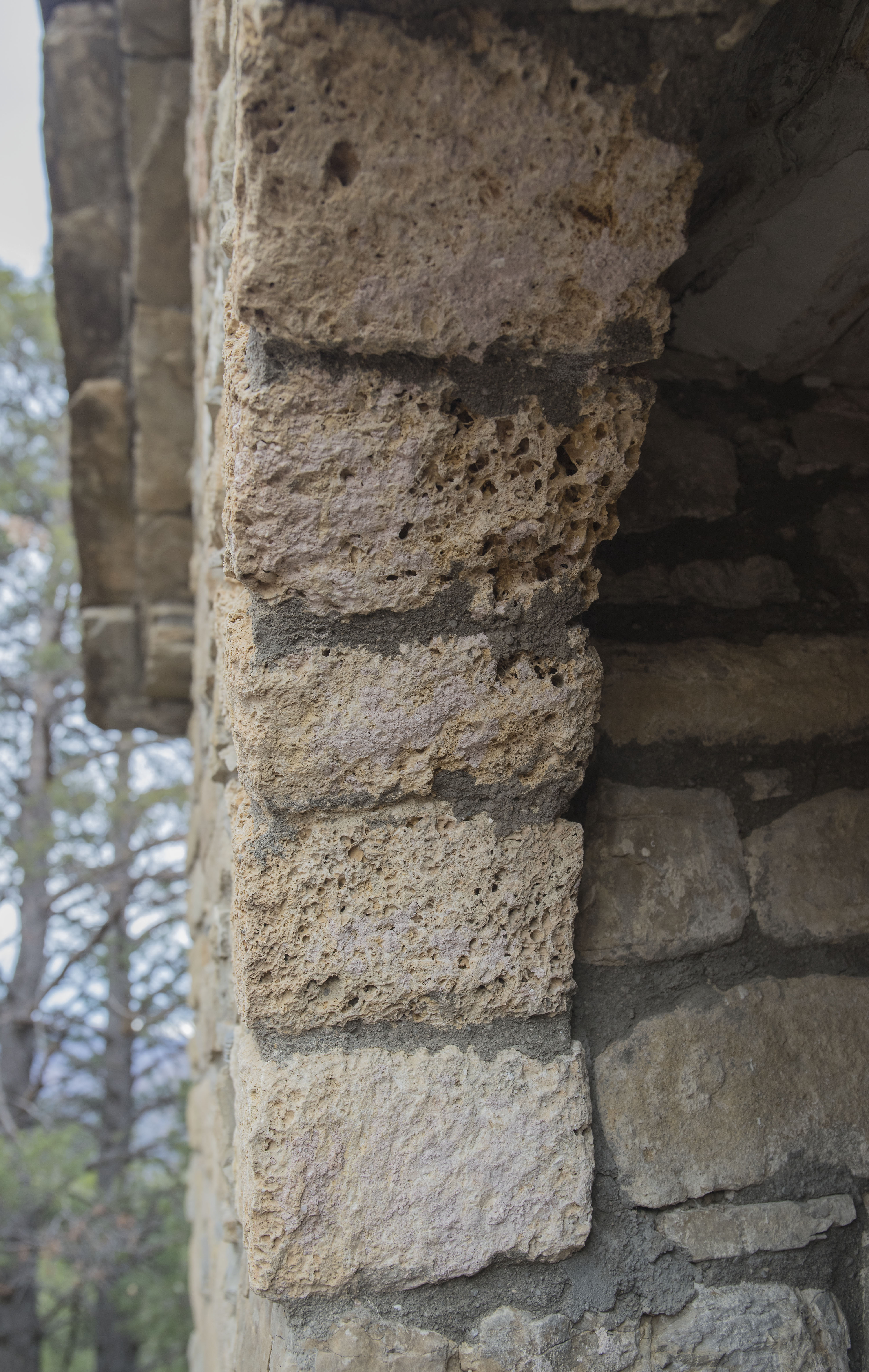
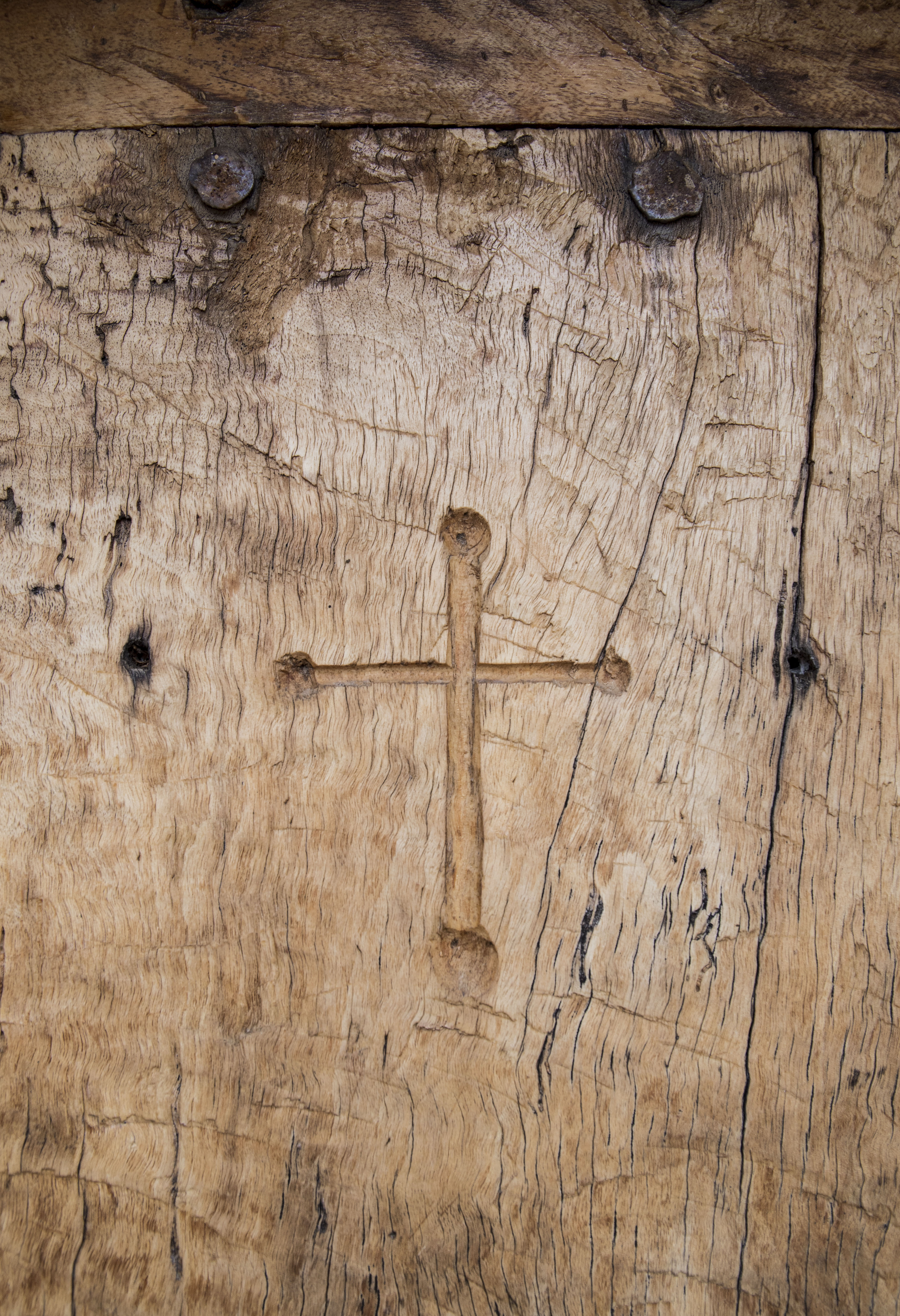
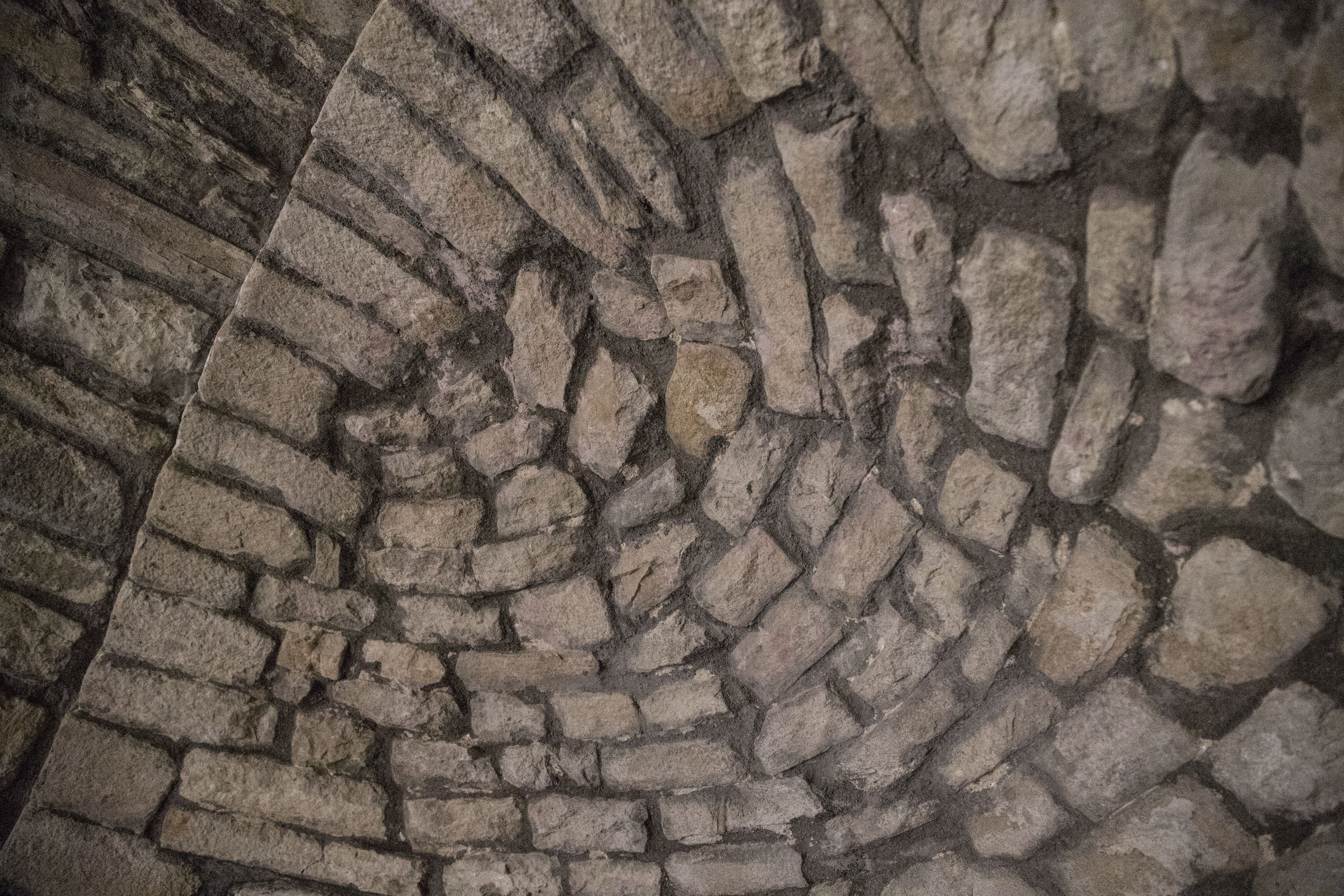
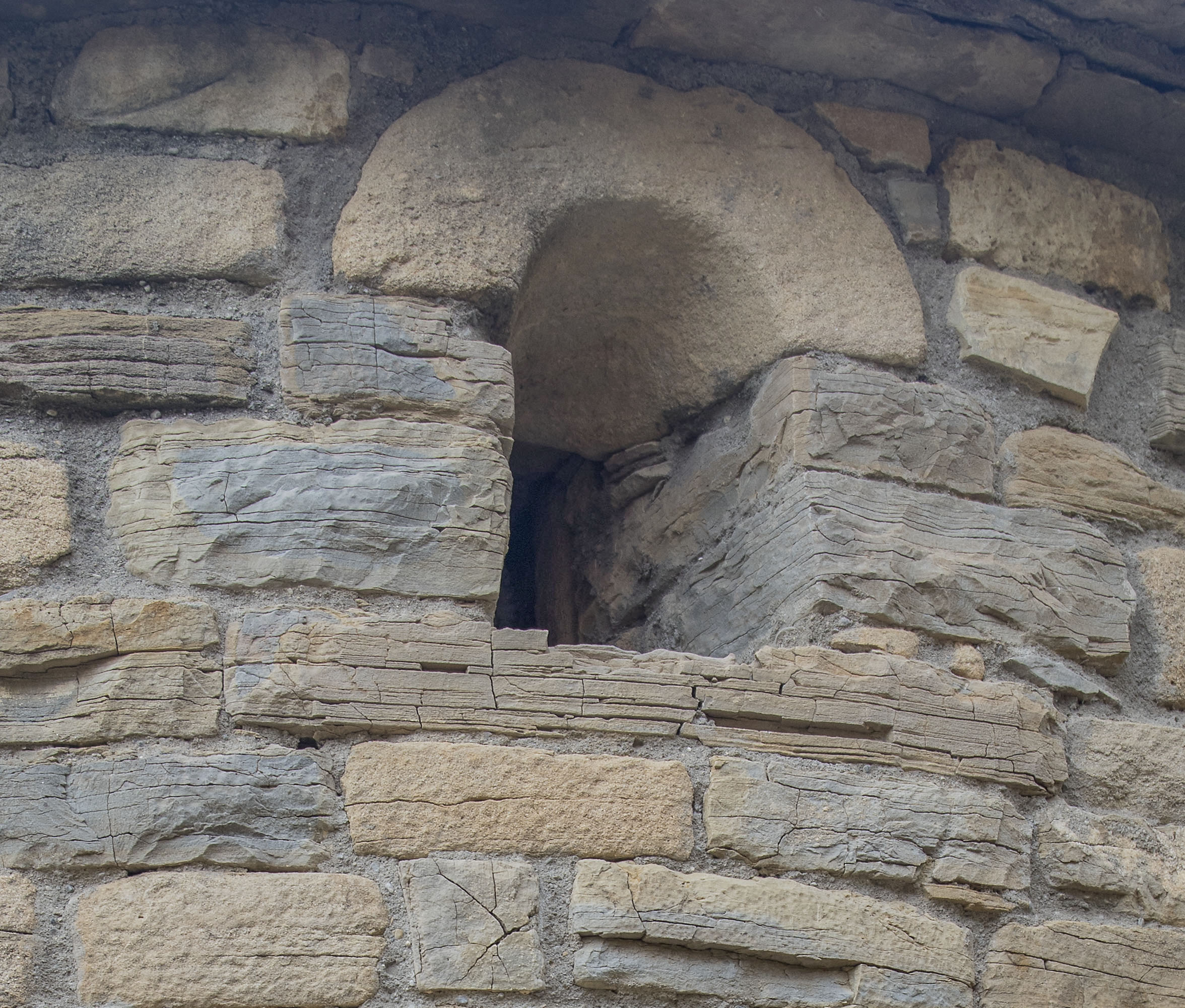